# Ferrovia Campiglia Marittima-Piombino
La ferrovia Campiglia Marittima-Piombino, anche nota come ferrovia della Val di Cornia, è una linea ferroviaria italiana che, diramandosi dalla ferrovia Tirrenica, collega la stazione di Campiglia Marittima, presso l'abitato di Venturina Terme, al centro della città di Piombino e al suo porto.

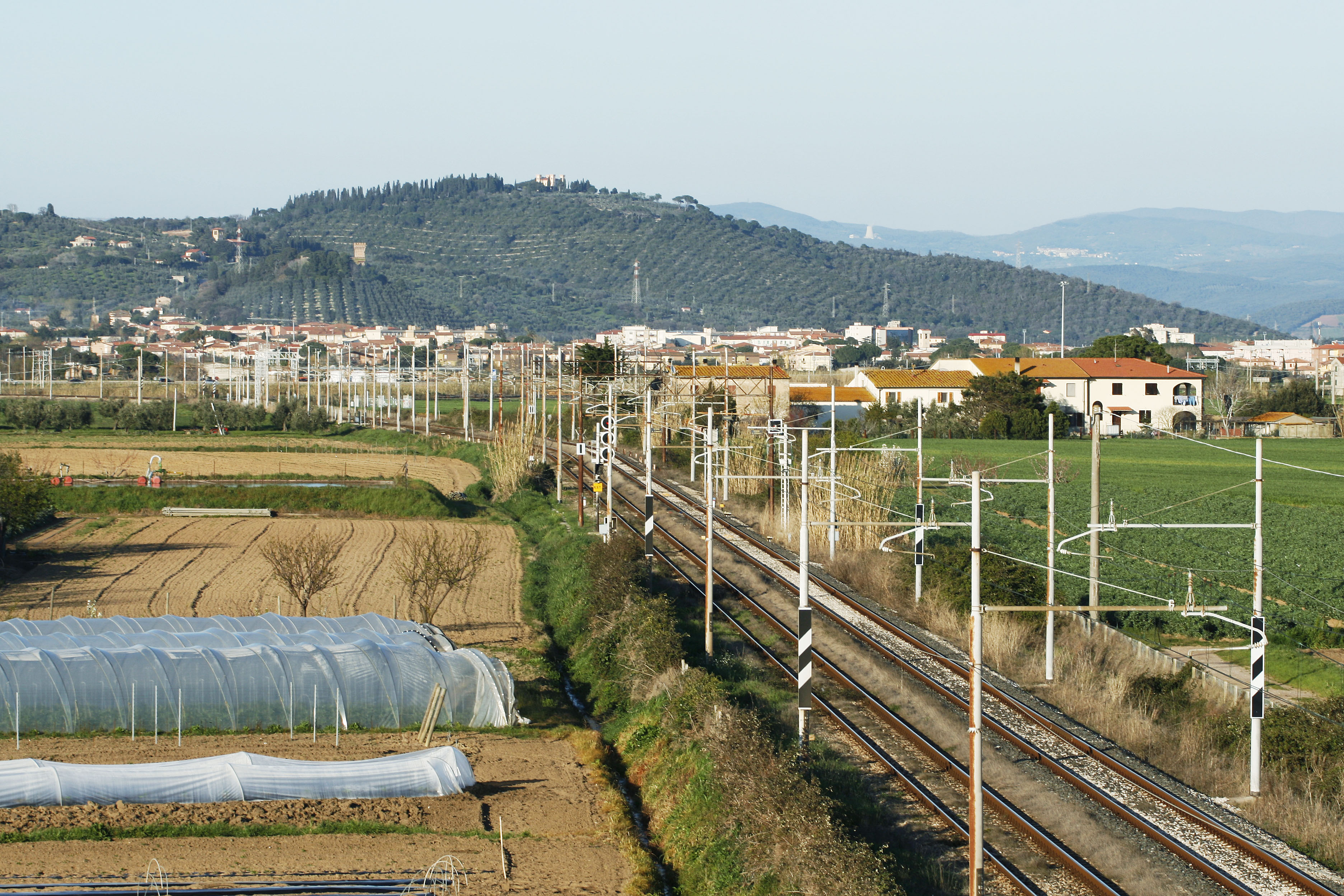
L'inizio della linea, nei pressi della diramazione dalla ferrovia Tirrenica; sullo sfondo è visibile il centro abitato di Venturina Terme

## Storia
La nascita, nella seconda metà del XIX secolo, di un importante polo siderurgico a Piombino spinse verso la creazione di un collegamento ferroviario tra l'abitato piombinese e l'entroterra toscano, in particolare con la vicina ferrovia Tirrenica, che dal 1867 collegava Livorno a Roma passando per il comune di Campiglia Marittima. Allo scopo di permettere un ulteriore sviluppo industriale della zona, nel 1879 si decise di dare il via alla progettazione di una diramazione della linea Tirrenica in direzione, appunto, di Piombino. Il 5 aprile 1892 la ferrovia Campiglia Marittima-Piombino, a binario unico e lunga circa 15 km, vide la luce e fu data in gestione alla Società per le Strade Ferrate del Mediterraneo. Successivamente, nel 1905, la gestione della linea passò a Ferrovie dello Stato.
Partendo dalla stazione di Campiglia Marittima, posta sulla ferrovia Tirrenica, la linea raggiungeva l'abitato di Piombino dopo aver superato le stazioni di Populonia e Portovecchio e dopo aver dato origine a numerosi raccordi diretti verso le industrie siderurgiche che sorgevano in territorio piombinese; la ferrovia, infatti, oltre a registrare da subito una discreta affluenza in termini di passeggeri trasportati, riscosse uno strabiliante successo per quanto concerne il traffico di merci.
Nel 1934 la linea fu interessata da un tragico incidente ferroviario: la sera del 18 febbraio un'automotrice ALb 48 proveniente da Campiglia Marittima, omettendo di attendere una precedenza, si scontrò frontalmente con una locomotiva a vapore trainante quattro carrozze che transitava in direzione opposta. Il bilancio dell'incidente, che ebbe luogo nel tratto fra le stazioni di Populonia e Portovecchio, fu aggravato dall'incendio scaturito in seguito allo scontro e dall'elevata affluenza di passeggeri dovuta allo svolgimento in quel periodo del Carnevale di Piombino: in tutto si contarono sedici vittime.
Alla fine degli anni Cinquanta del XX secolo sono avviati i lavori di realizzazione di una seconda stazione nel centro abitato di Piombino, denominata "Piombino Marittima", che avrebbe servito la zona del porto della città. Per raggiungere la nuova stazione, inaugurata il I marzo 1961 - i treni provenienti da Campiglia Marittima effettuano un regresso dalla stazione di Piombino. Il nuovo scalo posto alla fine del molo "Elba" è ideato al fine di agevolare lo spostamento dei passeggeri diretti o provenienti dalle navi per l'isola d'Elba.
La stazione di Piombino Marittima fu teatro di un altro incidente avvenuto sulla linea: il 31 luglio 1983 il treno Freccia dell'Elba, che avrebbe dovuto concludere la corsa presso lo scalo portuale di Piombino, non riuscì ad arrestarsi a causa dell'eccessiva velocità accumulata, quindi sfondò il paraurti del binario della stazione terminale della linea e precipitò in mare. La prima elettromotrice, una ALe 840, risultò interamente sommersa dall'acqua, seguita dalla prima rimorchiata, una Le 800, che però si inabissò solo parzialmente. La seconda rimorchiata e l'elettromotrice di coda si urtarono tra loro; l'incidente fortunatamente non ebbe vittime, in quanto il convoglio era vuoto ed i macchinisti riuscirono a salvarsi gettandosi dal convoglio in corsa.
Il 2 ottobre 1985 fu attivato il raddoppio di binario fra lo scalo di Populonia e la nuova stazione di Fiorentina di Piombino.
Sul finire degli anni Ottanta fu avviata la progettazione e realizzazione di una nuova stazione marittima a Piombino, vista anche la pericolosità della posizione dello scalo dimostrata dall'incidente del 1983. Nei primi anni Novanta la nuova stazione marittima viene inaugurata. È arretrata di un centinaio di metri e sollevata dal piano stradale. Viene eliminato l'attraversamento con passaggio a livello sulla trafficata strada portuale.
Oggi la linea mantiene una certa rilevanza sia per il trasporto di passeggeri che per il trasporto di merci. Il traffico passeggeri è particolarmente sostenuto durante il periodo estivo, dato il grande afflusso di turisti verso il porto di Piombino che collega via nave la Toscana alle isole dell'Arcipelago toscano, nonché alla Sardegna e alla Corsica.
Il traffico merci è anch'esso elevato ed è legato soprattutto all'attività del vasto stabilimento siderurgico di Piombino, collegato alla ferrovia per mezzo di vari raccordi.

## Caratteristiche
| Continuation backward |

| Station on track |

| Unknown route-map component "kABZg3" |

| Unknown route-map component "dCONTgq" | Unknown route-map component "kABZr+12" | Unknown route-map component "STR+k34" |  | Unknown route-map component "d" |

| Unknown route-map component "kABZg+4" |

| Stop on track |

| Non-passenger station/depot on track |

| Unknown route-map component "eHST" |

|  | Unknown route-map component "ABZgl" | Unknown route-map component "KINTeq" |

| Enter and exit short tunnel |

| Non-passenger station/depot on track |

|  | Unknown route-map component "ABZg+l" | Unknown route-map component "STR+r" |

|  | End station | Straight track |

| 13+848 |
| 0+000  |

|  |  |  | End stop | Pier |

La linea è interamente elettrificata a 3000 volt a corrente continua. Il tracciato si presenta a doppio binario nella tratta Campiglia Marittima-Fiorentina di Piombino, mentre diviene a binario unico da quest'ultima stazione fino al terminale di Piombino Marittima. La linea si separa dalla ferrovia Tirrenica tramite due raccordi in configurazione "a triangolo", che permettono ai treni provenienti da Livorno di evitare un regresso, con obbligatoria sosta, presso la stazione di Campiglia Marittima (anche se comunque alcuni treni provenienti da nord effettuano la fermata di Campiglia e poi si immettono sulla ferrovia della Val di Cornia, effettuando perciò il doppio regresso per poter giungere a Piombino Marittima). Un'inversione di marcia è comunque necessaria presso l'impianto di Piombino, essendo questo una stazione di testa, sia per i treni diretti a Piombino Marittima che per i convogli diretti a Campiglia Marittima.
Lungo il tracciato della ferrovia è presente una sola breve galleria tra le stazioni di Fiorentina e Portovecchio, all'altezza della frazione di Gagno. Le stazioni di Fiorentina e Portovecchio sono entrambe chiuse al traffico passeggeri e sono adibite al solo traffico merci; poco dopo lo scalo di Fiorentina di Piombino si origina un lungo raccordo merci non elettrificato destinato a servire gli impianti dello stabilimento siderurgico di Piombino.